# Frits Pirard
Godefridus Franciscus "Frits" Pirard (nascido em 8 de dezembro de 1954) é um ex-ciclista holandês, que foi profissional entre 1978 e 1987.
Competiu defendendo os Países Baixos na corrida de 100 km contrarrelógio por equipes nos Jogos Olímpicos de 1976 em Montreal, Canadá.
Seu maior sucesso ocorreu em 1983 ao vencer uma etapa do Tour de France.